# ファビオ・マンチーニ
ファビオ・マンチーニ（英: Fabio Mancini、1987年8月11日 - ) は、イタリアの男性モデル。
国際的に活躍、成功している数少ないイタリア人モデルのうちの一人。ジョルジオ・アルマーニの顔、アイコンとして有名。モデル開始以来、アルマーニを始め数々の広告・キャンペーンやランウェイをこなす。

## 生い立ち
ドイツで生まれ 4歳の時にイタリアのミラノへ転居。父はイタリア人、母はハーフイタリア人、ハーフインド人。現在、ミラノに在住。

## モデル経歴
モデルとしてのキャリアは、ミラノの街の通りでスカウトされた23歳の時から始まった。ジョルジオ・アルマーニ、エンポリオ・アルマーニ、ドルチェ&ガッバーナ、アルタ・サルトリア、ヴィヴィアン・ウエストウッド、ダーク・ビッケンバーグ、エルマンノ・シェルヴィーノ、ブリオーニ等、数々のデザイナーのショーやランウェイに出演している。
また、アルマーニ・ジーンズ、エンポリオ・アルマーニ（アンダーウェア）、キャロライナ・ヘレラ、エティエンヌ・アイグナー、カルロ・ピニャテリ、ヴィンス・カムート、ピエール・カルダン、ヤママイ、ロレアル等の広告・キャンペーンや、2016年には雑誌のロフィシエル・オム（ウクライナ） 、アチ・マガジーン、デイビッド・マガジーンの表紙を飾り、また、ハイファッション雑誌ハーパーズ バザー、エスクァイア 、メンズヘルス、ヴォーグにも登場.
2014年、新アンダーウェア部門のアンドレア・ドネスによる「エンポリオ・アルマーニ アンダーウェア センシュアルコレクション」において、2シーズンに渡りその部門の顔となった。ジョルジオ・アルマーニの40周年記念のビデオにはアルマーニのアイコンとして出演した。　
2016年には、ピエール・カルダンのアンダーウェアコレクションの新アンバサダーに選ばれた 。また、米国人モデルのエミリー・ディドナートと共に、フォトグラファーのジョバンニ・ガステルによるヤママイの広告、2016年-2017年のアルマーニ・ジーンズ冬コレクションの顔にもなった。
デイリーニュース24（イタリア）とカバーメン・マグは2017年10月、ファビオがアルマーニエクスチェンジの2017年‐2018年秋冬コレクションの新デニムキャンペーンに登場したことを記載した。デイビッド マクナイト ピーターソン（アメリカ人フォトグラファー）によるもので若くカジュアルなライン。ファビオは、快適な服を好むダイナミックでモダンな男性向けの秋の服装を推進している。

## 受賞・功績
- 2014年、2015年、2016年、2017年、モデル・ドットコムで最もセクシーな男性のリストに加えられた。.[9]
- 2015年のヴォーグ・オム（フランス）は2015年ベストフィットネスモデルの一人に選んだ。[10]
- アウト・マガジーンは、これまでで一番ホットな50人の男性モデルの一人に選んだ。[11]
- ヴォーグは、2016年のミラノのファッションウィークのイタリア人モデルベスト5の一人に選んだ。[12]
- ヴォーグ・オム（フランス）は、ドルチェ＆ガッバーナの最もお気に入りの15人のモデルの一人に選んだ。[13]

## 広告・キャンペーン
- アルマーニ・ジーンズ 春夏（2014-2015年）秋冬（2014-2015年、2016-2017年)
- アルマーニ・ジーンズ・アクセサリー 春夏（2014、2016年）秋冬（2014、2016年)
- アルマーニ・エクスチェンジ・メンズデニム 秋冬（2017年）
- アイグナー 秋冬（2014年）
- カルロ・ピニャテリ（2014-2015年）
- キャロライナ・ヘレラ「212」フレグランス（2013-2014年）
- カルピッサ 秋冬（2017年）
- エンポリオ・アルマーニ（2014年）
- エンポリオ・アルマーニ・アンダーウェア（2014、2015、2016年）
- ジョルジオ・アルマーニ40周年（2015年）
- ルビアム（2017-2018年）
- ロレアル・ビューティー・エステティック（2013-2014年）
- ピエール・カルダン・アンダーウェア 春夏（2015、2016年）、秋冬（2015-2016年）
- サラール 秋冬（2016年）
- テストーニA 春夏（2012、2013年）
- ビンス・カムト「ソラーレ」フレグランス（2015年）
- ヤママイ 秋冬（2016年）

## 参考
1. ↑  “Model Profile – Fabio Mancini”.   models.com. 2015年11月11日閲覧。
2. ↑  Fabio Mancini nella nuova pubblicità Natale Yamamay Christmas F/W 2016 notizieweblive.it - 2017年1月11日閲覧。
3. ↑  L'office Hommes Ukraine 2016 - Italian Cover Photo Shoot thefashionisto.com - 2017年1月11日閲覧。
4. ↑  Esquire Serbia October 2016 Issue - Fabio Mancini highfashionliving.com - 2017年1月11日閲覧。
5. ↑  Vogue Paris",  2015年11月5日閲覧。
6. ↑  Fabio Mancini for Pierre Cardin 2016 fashionablymale.net - 2015年12月4日閲覧。
7. ↑  Fabio Mancini for Armani Exchange Men's Denim collection 2017-2018 - 2017年10月19日閲覧
8. ↑  Fabio Mancini for Armani Exchange Fall/Winter 2017-2018 - 2017年10月閲覧
9. ↑  “Sexiest Men on models.com”.   Models.com. 2016年1月9日閲覧。
10. ↑  “Best of 2015: Model fitness and grooming routines”. Vogue Paris. (December 24, 2015) 2015年12月24日閲覧。.
11. ↑  “The 50 Hottest Male Models of All Times”.   Out.com. 2015年6月19日閲覧。
12. ↑  Okwudo, Janelle. “Surprising Exactly No One, Men’s Fashion Week in Milan Was Full of Gorgeous Italian Models”. Vogue. 2016年1月19日閲覧。
13. ↑  “Our 15 favorite male models of Dolce &Gabbana”. Vogue France. 2016年1月19日閲覧。